# Alejandro Pavlovsky
Alejandro Pavlovsky (Rostov del Don, Rusia circa, 1865 - Ciudad de Buenos Aires, 1934) fue un escritor y periodista argentino de origen judeo-ruso. También se desempeñó durante algún tiempo como director general del Zoológico de Buenos Aires y del Tráfico de la ciudad de Buenos Aires.

## Biografía
Hijo de Santiago Pavlovsky y Agafia Guershova, llegó a la Argentina en 1883, de la mano de su hermano mayor, el ingeniero agrónomo Aaron Pavlovsky (1856-1918), que había sido contratado por el gobierno de Julio A. Roca. Además de Aaron, era hermano de Isaak Pavlovski (1853-1924) y Rosa Pavlovsky de Rosemberg (1862-1936).
Administró algún tiempo las propiedades de su hermano Aarón, en el departamento de Guaymallén (Mendoza), siendo uno de sus vecinos más ilustres.
Marchó a Buenos Aires y se casó después con Rosa Leguizamón Aguirre (1874-1911) con quien tuvo 11 hijos, algunos de los cuales se destacaron en la medicina: Alejandro J. Pavlovsky (1899-1976) fue un eminente cirujano y miembro de las Academias de Medicina de Argentina y de Francia, fue nombrado Cirujano Maestro de la Ciudad de Buenos Aires; Alfredo Pavlovsky (1907-1984) fue reconocido como uno de los más importantes hematólogos del mundo.
Entre sus nietos sobresalieron como cirujanos Alejandro Baldomero y Hernán Jack, mientras que Eduardo Pavlovsky (1933-2015) se desempeñó como actor y dramaturgo con reconocimiento mundial. Otro de sus nietos, Santiago Pavlovsky, fue una eminencia en el campo de la hematología y fue nombrado médico del año en el 2000. También entre sus descendientes se encuentran el deportista Matías Moroni, el actor Martín Pavlovsky, el psiquiatra Federico Pavlovsky, el abogado Federico José Pavlovsky y la periodista Sofía Lavarello, por citar algunos de ellos. 
Fue autor de numerosos libros, entre ellos "Hacia la luz", "La última noche", "La brigada descalza" y un boceto dramático llamado "Non e vero". Sus ideas revolucionarias causaron polémica en el entorno familiar.
Es por Alejandro Pavlovsky que su apellido perduró y se extendió en el país y sus restos están sepultados en el Cementerio Británico de Chacarita.